# Chacco-Blue
Chacco-Blue (né le 1er mai 1998, mort le 5 juin 2012), est un étalon de robe baie, appartenant au stud-book du Mecklembourgeois, monté en saut d'obstacles par les cavaliers Alois Pollman-Schweckhorst et Andreas Kreuzer. Il est davantage connu pour sa brillante carrière de reproducteur, malgré une mort précoce à l'âge de 14 ans

## Histoire
Chacco-Blue naît le 1er mai 1998 à l'élevage de K.-H. Koepp en Allemagne.
Il est monté en compétitions de saut d'obstacles par les cavaliers Alois Pollmann-Schweckhorst et Andreas Kreuzer. Avec Kreuzer, il termine à la troisième place du Grand prix du CHIO d'Aix-la-Chapelle en 2011. 
Il meurt le 5 juin 2012 aux écuries de Paul Schockemöhle, à l'âge de 14 ans, vraisemblablement d'une rupture d'anévrisme.

## Description
Chacco-Blue est un étalon de robe baie, inscrit au stud-book du Mecklembourgeois. Il mesure 1,72 m.

## Palmarès
- 2011 : 3e du Grand prix du CHIO d'Aix-la-Chapelle, à 1,60 m

## Origines
Chacco-Blue est un fils de l'étalon Chambertin 3 et de la jument Contara, par Contender,. Sa mère a concouru jusqu'au niveau Coupe du monde, et sa mère de mère Godahra jusqu'à 1,50 m avec succès.

## Descendance
Chacco-Blue rencontre un grand succès en tant qu'étalon reproducteur. Il est le meilleur père, avec Cornet Obolensky, des chevaux compétiteurs représentés au championnat d'Europe de saut d'obstacles 2017, ayant donné 5 des compétiteurs présents. Cette même année, il est élu meilleur étalon reproducteur mondial pour le saut d'obstacles, remplaçant Diamant de Semilly,.
Il est approuvé à la reproduction en Selle français.
Il est le père de Chadino, Chaqui Z et Chacco’s Son. En 2009, Chacco's Son a été primé lors de l'approbation du stud-book de l'Oldenbourg. Chacco Lover est champion d'Oldenbourg des chevaux de saut de 4 ans en 2012.
Chacco-Blue est aussi le père du hongre champion du monde Explosion W.